# Amstel (cervesa)
Amstel Brewery o Amstel Beer, més coneguda com a Amstel, és una empresa neerlandesa que es dedica a la fabricació de la cervesa propietat de Heineken. Va ser fundada en 1870, i és una de les cerveses més consumides als Països Baixos, juntament amb la famosa marca Heineken.
En 1870, van iniciar sota el nom de Beiersche Bierbrouwerij de Amstel, per canviar-se al nom de Amstel Beer.
L'empresa fabricadora de cerveses va donar els seus inicis quan el riu Amstel era el riu ideal per a la refrigeració del producte, gràcies al fet que les seves aigües estaven gelades. I va ser així que posteriorment aquesta cervesa ha estat consumida al Regne Unit i a Indonèsia, específicament en 1883. Amstel també ha llançat al mercat els seus productes com Amstel Lager, Amstel Light i la més consumida de la marca és la Amstel 1870, de la qual es van donar els primers passos de la fabricació del líquid. A partir de l'any 2010 ha anat elaborant nous models de cervesa com són: Clasica, Extra (7.5º), Or (torrada), Radler (amb llimona) i Malta.
Des de començaments del segle xxi, el grup neerlandès Heineken, propietària de l'espanyola Cervesa L'Àguila i de Amstel va decidir la desaparició de la marca centenària de l'Aguila i la seva conversió en Amstel en un llarg procés de canvi de marca en el qual han conviscut ambdues marques.
Ara com ara, Amstel ha arribat a altres països, com Surinam, Brasil, Argentina, Jordània, les Antilles Neerlandeses, Curaçao, Puerto Rico i Grècia, on exporten prop de 100.000 hectolitres de cervesa.
Al seu torn, és l'auspiciador de competències esportives com la Amstel Gold Race, la Amstel Curaçao Race i tornejos de futbol com la Amstel Cup, i la Eredivisie.